# Mednarodno združenje študentov zgodovine
Mednarodno združenje študentov zgodovine (International Students of History Association ISHA ) je mednarodna nevladna organizacija študentov zgodovine. Cilji ISHA, ki ima sedež in deluje predvsem v Evropi, so olajšati komunikacijo in zagotoviti platformo za izmenjavo študentov zgodovine in sorodnih ved na mednarodni ravni.  
ISHA je bila ustanovljena v Budimpešti maja 1990 na pobudo madžarskih študentov zgodovine, ki so se po padcu železne zavese želeli povezati s svojimi kolegi v Zahodni Evropi . Trenutno je med člani ISHA več kot 25 sekcij v petnajstih evropskih državah ter številni opazovalci in pridruženi člani, ISHA pa je sama pridružena članica Evropske študentske zveze (ESU).  Poleg tega ISHA tesno sodeluje s številnimi drugimi akademskimi mrežami, med njimi Mrežo zaskrbljenih zgodovinarjev,  Evropsko zgodovinsko mrežo in EUROCLIO, Evropsko združenje učiteljev zgodovine.  

## dejavnosti
Skozi študijsko leto se različne članske sekcije izmenjujejo in organizirajo več seminarjev in letno konferenco. Ti dogodki običajno trajajo pet do sedem dni in se odvijajo s trideset do petdeset (v primeru letne konference do sto) udeležencev študentov iz cele Evrope. Obsegajo delavnice, razprave, predavanja in predstavitve na različne teme, ponujajo pa tudi kulturni program z ogledi in ekskurzijami. Dodatne prostočasne in večerne dejavnosti so namenjene zagotavljanju bolj neformalnih priložnosti za medsebojno srečanje udeležencev in s tem razširitev njihovega medkulturnega razumevanja. 
Na spletni strani je seznam prejšnjih konferenc.  
| Year | City         | Country            | Title                                                                                |
| ---- | ------------ | ------------------ | ------------------------------------------------------------------------------------ |
| 1990 | Budapest     | Hungary            | The European Paradigm                                                                |
| 1991 | Pécs         | Hungary            | People on the move: Migration                                                        |
| 1992 | Helsinki     | Finland            | Gender and History                                                                   |
| 1993 | Tours        | France             | What does it mean to be Europe                                                       |
| 1994 | Utrecht      | Netherlands        | History of Daily Life                                                                |
| 1995 | Mainz        | Germany            | History and Propaganda                                                               |
| 1996 | Vienna       | Austria            | Man and Nature                                                                       |
| 1997 | Wroclaw      | Poland             | Religion and History                                                                 |
| 1998 | Helsinki     | Finland            | Revolution!?                                                                         |
| 1999 | Heidelberg   | Germany            | Enemies and Feinbilder                                                               |
| 2000 | Zagreb       | Croatia            | The 20th Century                                                                     |
| 2001 | Vilnius      | Lithuania          | Minorities                                                                           |
| 2002 | Nijmegen     | Netherlands        | Expanding Horizons                                                                   |
| 2003 | Helsinki     | Finland            | Who owns the Past?                                                                   |
| 2004 | Pula         | Croatia            | Trade and Communication                                                              |
| 2005 | Ohrid        | North Macedonia    | Religion in History                                                                  |
| 2006 | Utrecht      | Netherlands        | Ideologies through History                                                           |
| 2007 | Turku        | Finland            | Popular culture and History                                                          |
| 2008 | Delft        | Netherlands        | Facets of power                                                                      |
| 2009 | Zagreb       | Croatia            | Turning points in History                                                            |
| 2010 | Helsinki     | Finland            | Integration throughout History                                                       |
| 2011 | Pula         | Croatia            | East and West: Bridging the Differences                                              |
| 2012 | Jena         | Germany            | Identities in Transition                                                             |
| 2013 | Leuven       | Belgium            | Migrations                                                                           |
| 2014 | Budapest     | Hungary            | Images of the Other: Relations between Western and Central-Eastern Europe in History |
| 2015 | Bucharest    | Romania            | Local vs Global: A Transnational Perspective on History                              |
| 2016 | Canterbury   | United Kingdom     | Sensing the Past: A Sensory Perception of History                                    |
| 2017 | Eger         | Hungary            | Religion and History                                                                 |
| 2018 | Maribor/Graz | Slovenia / Austria | Work in Progress: Modernisation of History                                           |
| 2019 | Budapest     | Hungary            | Recycling History                                                                    |
| 2020 | Ghent        | Belgium            | Power Structures, Colonialism & Imperialism throughout History                       |
| 2021 | Pula         | Croatia            | Anti-Fascism                                                                         |

## Carnival
Od leta 1999 ISHA izdaja lastno revijo Carnival, v kateri lahko študentje objavljajo lastne članke. Karneval je letna publikacija in je odprta za prispevke vseh študentov zgodovine in sorodnih ved (ne samo članov ISHA).   Članke recenzira skupina doktorskih študentov.  

## Struktura
ISHA ima seznam uradnikov, ki so izvoljeni vsako leto. Vključujejo mednarodni odbor s predsednikom, enim ali dvema podpredsednikoma, tajnikom in blagajnikom. Poleg njih so še spletni skrbnik, arhivar (uradni arhivi ISHA se nahajajo v Leuvenu v Belgiji) in glavni urednik za Carnival ter številni člani sveta. Uradnike izvoli generalna skupščina, na katero lahko vsaka sekcija ISHA pošlje svojega delegata.

## Seznam trenutnih rubrik (od leta 2019)
Sekcije so lokalne podružnice ISHA. Tukaj aktivni in pasivni člani ISHA sodelujejo, organizirajo lokalne dogodke in načrtujejo dogodke za mreženje. ISHA spodbuja ustanavljanje odsekov, vendar dovoljuje samo en odsek na mesto. Sekcije so člani generalne skupščine z glasovalno pravico in morajo zato izvoliti in poslati delegate ali imenovati drugo sekcijo, ki bo glasovala zanje kot pooblaščenca.
| Država          | Oddelki                                   |
| --------------- | ----------------------------------------- |
| Argentina       | San Miguel de Tucumán                     |
| Austria         | Gradec , Dunaj                            |
| Belgium         | Bruselj, Gent, Leuven                     |
| Bosnia          | Mostar, Sarajevo                          |
| Brazil          | Rio de Janeiro                            |
| Bulgaria        | Blagoevgrad, Sofija                       |
| Chile           | Santiago de Chile                         |
| Colombia        | Bogota, Medellín                          |
| Croatia         | Osijek, Pulj, Reka, Split, Zadar, Zagreb  |
| Cyprus          | Nikozija                                  |
| Czech Republic  | Praga, Olomouc                            |
| Finland         | Helsinki, Turku                           |
| Germany         | Berlin, Erfurt, Heidelberg, Jena, Marburg |
| Greece          | Solun                                     |
| Hungary         | Budimpešta , Eger                         |
| Italy           | Bologna, Milano, Pisa, Rim, Trst-Koper    |
| Lithuania       | Vilnius                                   |
| Netherlands     | Leiden, Nijmegen                          |
| Nigeria         | Ile-Ife                                   |
| North Macedonia | Skopje                                    |
| Poland          | Łódź, Poznań, Varšava                     |
| Romania         | Bukarešta                                 |
| Russia          | Kaliningrad, Moskva                       |
| Serbia          | Beograd, Novi Sad                         |
| Slovenia        | Ljubljana, Maribor, Trst-Koper            |
| Spain           | Bilbao, Madrid                            |
| Switzerland     | Lausanne, Lugano                          |
| Turkey          | Ankara, Istanbul, Zonguldak               |
| United Kingdom  | Kent (Canterbury), Manchester             |